# آلکس (بازیکن فوتبال، زاده ژوئن ۱۹۸۲)
الکس رودریگو دیاس دا کوستا ( (به پرتغالی: Alex Rodrigo Dias da Costa) زاده ۱۷ ژوئن ۱۹۸۲) که به اختصار اَلِکس نامیده می‌شود بازیکن فوتبال اهل برزیل است.
وی بازی حرفه‌ای را در سال ۲۰۰۱ میلادی در باشگاه سانتوس آغاز کرد و در سال ۲۰۰۴ به باشگاه چلسی پیوست اما در همان ابتدا به صورت قرضی به مدت سه سال به باشگاه آیندهوون منتقل شد، سپس در ۲۰۰۷ به تیم چلسی بازگشت و تا پایان فصل ۱۲–۲۰۱۱ در این تیم بازی کرد. وی در سال ۲۰۱۲ به تیم پاریس سن ژرمن پیوست. وی بعد از دو فصل از این تیم جدا شد و با قراردادی آزاد راهی تیم میلان شد.

## آمار بازی‌های ملی
| تیم ملی | باشگاه        | فصل       | بازی | گل |
| ------- | ------------- | --------- | ---- | -- |
| برزیل   | سانتوس        | ۲۰۰۳      | ۵    | ۰  |
| برزیل   | سانتوس        | ۲۰۰۴      | ۰    | ۰  |
| برزیل   | آیندهوون      | ۲۰۰۴–۲۰۰۵ | ۰    | ۰  |
| برزیل   | آیندهوون      | ۲۰۰۵–۲۰۰۶ | ۰    | ۰  |
| برزیل   | آیندهوون      | ۲۰۰۶–۲۰۰۷ | ۹    | ۰  |
| برزیل   | چلسی          | ۲۰۰۷–۲۰۰۸ | ۳    | ۰  |
| برزیل   | چلسی          | ۲۰۰۸–۲۰۱۱ | ۰    | ۰  |
| برزیل   | پاریس سن ژرمن | ۲۰۱۲      | ۱    | ۰  |
| مجموع   | مجموع         | مجموع     | ۱۸   | ۰  |

## افتخارات

### سانتوس
- لیگ برتر فوتبال برزیل (۲): ۲۰۰۲، ۲۰۰۴

### آیندهوون
- لیگ برتر فوتبال هلند (۳): ۲۰۰۴–۰۵، ۲۰۰۵–۰۶، ۲۰۰۶–۰۷
- جام حذفی فوتبال هلند (۱): ۲۰۰۴–۰۵

### چلسی
- لیگ برتر انگلستان: ۱۰–۲۰۰۹
- جام حذفی فوتبال انگلستان: ۲۰۰۹, ۲۰۱۰
- جام خیریه انگلستان: ۲۰۰۹

### برزیل
- کوپا آمریکا (۱): ۲۰۰۷